# احمد زنکی
احمد زنکی (انگلیسی: Ahmad Zanki؛ زادهٔ ۱۷ دسامبر ۱۹۹۵) بازیکن فوتبال اهل کویت است.
از باشگاه‌هایی که در آن بازی کرده‌است می‌توان به باشگاه ورزشی القادسیه کویت اشاره کرد.
وی همچنین در تیم ملی فوتبال کویت بازی کرده‌است.